# Nechworoszcza (obwód połtawski)
Nechworoszcza (ukr. Нехвороща) – wieś na Ukrainie, w obwodzie połtawskim, w rejonie połtawskim, siedziba hromady. W 2018 liczyła 2144 mieszkańców.